# Louis Petitot
Louis-Messidor-Lebon Petitot, más conocido como Louis (París, 1794 - ibídem, 1862) fue un escultor francés, fue alumno yerno del escultor Pierre Cartellier.

## Datos biográficos
Petitot ganó el Premio de Roma de escultura y pasó un tiempo, de 1815 a 1819, en la Academia Francesa en Roma como pensionado del rey de Francia, Luis XVIII. A su regreso a París, volvió a trabajar con Pierre Cartellier, quien estaba involucrado en una estatua ecuestre de Luis XIV, que se erigió en la Cour d'Honneur de Versalles, en el marco de la celebración de la Restauración borbónica, a la muerte de Cartellier, solo el caballo se había fundido en bronce. Petitot completa con éxito el encargo, que fue erigido en 1817.
En 1822 terminó un busto de mármol en memoria de Claude de Forbin (1656-1733), que se exhibió en el Salón de París de 1822 y fue comprado para Versalles.
Expuso un pastor herido por una serpiente en el Salón de París de 1827, que fue adquirido para el Museo del Louvre, y en parte por la fuerza de la obra, fue invitado a realizar una escultura de pie de Luis XIV, que fue fundida en bronce y se instaló en la plaza de Saint-Sauveur, Caen. Fue inaugurada oficialmente el 24 de mayo de 1828, con tal éxito que tanto a Petitot como al fundidor Crosatier de París, se les nombró Caballeros de la Legión de Honor. El monumento estaba destinado a reemplazar la escultura de piedra de Louis XIV, obra de Jean Postel, escultor de Lyon, al que se le había encargado en 1684 y se había erigido al año siguiente, pero que había sido retirada y destruida durante la Revolución.
Fue el autor del busto de mármol de Pierre Cartellier para su tumba en el cementerio del Père-Lachaise, París, y de una estatua que representa a la amistad, la tumba fue añadida a la lista de Monumentos Históricos, el 25 de enero de 1990. Para la tumba de la hija de Cartellier, Charlotte Cartellier-Heim, produjo para la misma parcela un bajorrelieve de una joven pareja cuidando un rosal
Fue elegido miembro de la Académie des Beaux-Arts.

## Obras

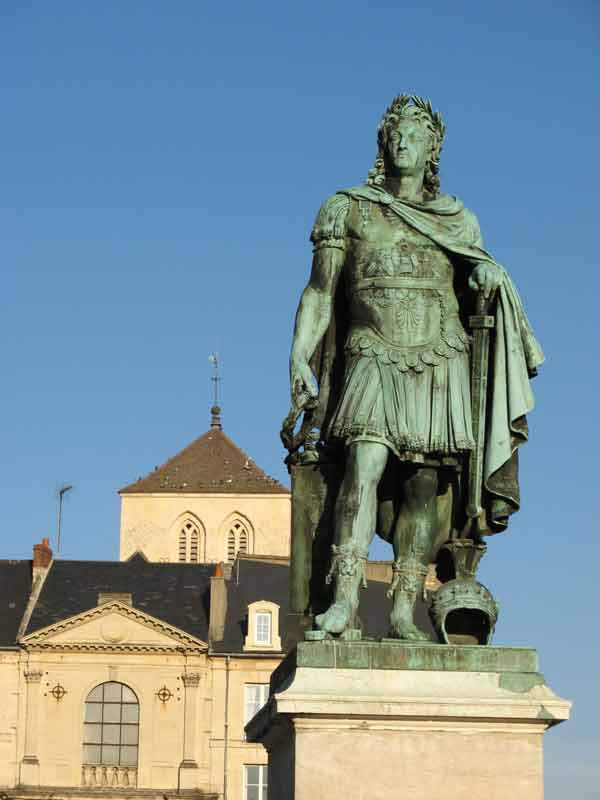
Estatua de Luis XIV en Caen.

- Pastor herido por una serpiente (Salón de 1827), grupo, mármol, París, Musée du Louvre (Galería)
- La rendición del general Francisco Ballesteros (1771-1833) en Campillo (España), el 4 de agosto de 1823 (1831), alto relieve, mármol, París, Musée du Louvre,

- La Industria, la Abundancia, La Villa de París y el Sena (1846), cuatro grupos alegóricos, piedra, París, sobre el Puente del Carrousel

- La Villa de Lyon y La Villa de Marsella (1836), estatuas de piedra, París, Plaza de la Concorde, en la esquina sureste, cerca del Quai de las Tullerías,

- Retrato de Pierre Cartellier, busto, mármol, y la Amistad, monumento, tumba de Pierre Cartellier; Pareja joven regando un rosal con una guadaña ha cortado el tronco, bajo relieve, tumba de Charlotte Cartellier-Heim, París cementerio del Père-Lachaise, "Cartellier"

- Retrato de Bon Adrien Jeannot de Moncey, duque de Conegliano, mariscal del Imperio (1754 - 1842) (1843 - 1845), busto, mármol, Versalles, castillos de Versalles y de Trianon,

- Retrato del Conde Claude de Forbin, vicealmirante (1656 - 1733) (Salón de 1822), busto, mármol, Versalles, los castillos de Versalles y de Trianon (Galería)

- Luis XIV coronado por la Victoria, ySol radiante protegiendo a las Artes y las Ciencias  (1844), dos bajorrelieves de mármol, Versalles, castillos de Versalles y de Trianon: encargado para decorar la pared de la escalera de la Reina

- Retrato del duque Henri de Rohan, coronel general de los suizos y los Grisones (1579 - 1638) (1838), busto, yeso, Versalles, castillos de Versalles y de Trianon

- A partir de un modelo de Pierre Cartellier , Luis XIV (1817), estatua ecuestre de bronce, Versalles, castillos de Versalles y de Trianon, corte de honor: trabajo de Louis Petitot del que realizó el rey , solo el caballo estaba fundido antes de la muerte de Cartellier

- Monumento de Luis Bonaparte, rey de Holanda, conde de Saint-Leu (1778-1846), monumento funerario, Saint-Leu-la-Forêt (Val d'Oise), iglesia de Saint-Leu-Gilles

- Luis XIV (1828), estatua de figura en pie, bronce, Caen (Calvados), originalmente en la Place Royale y ahora plaza de Saint-Sauveur (Galería)

## Galería

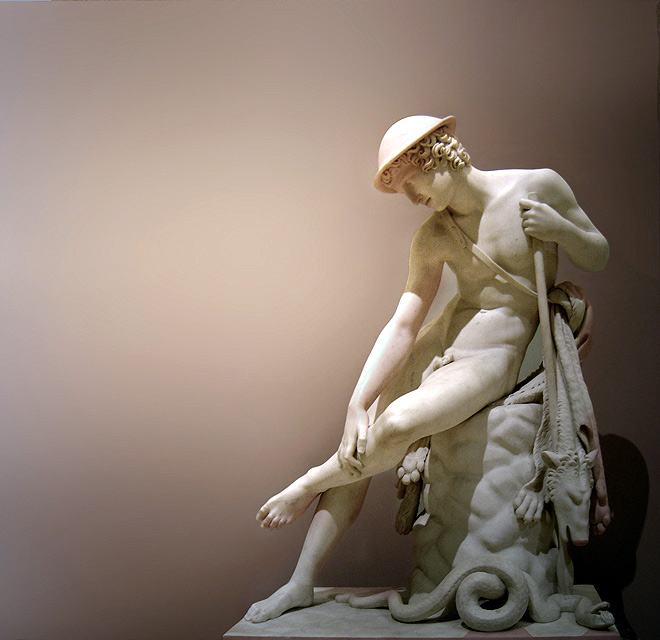
Joven herido por la serpiente, en el Louvre
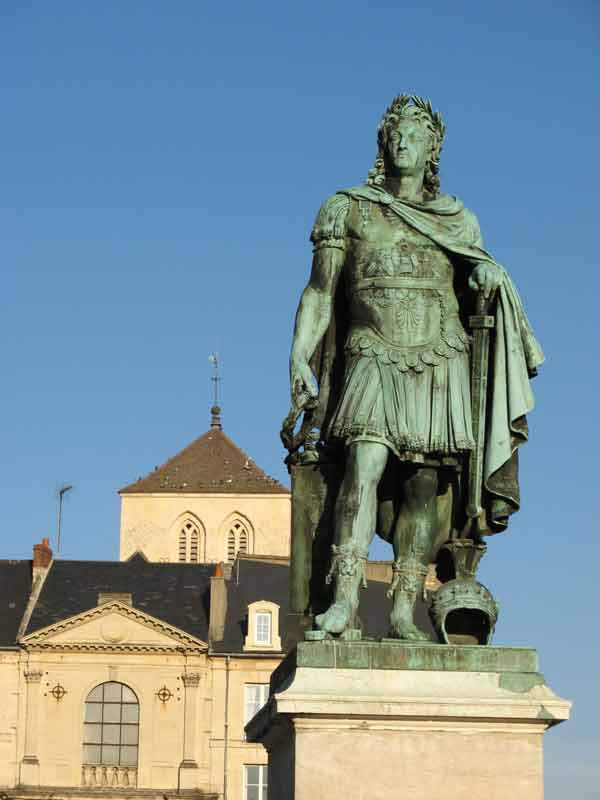
Luis XIV en Caen
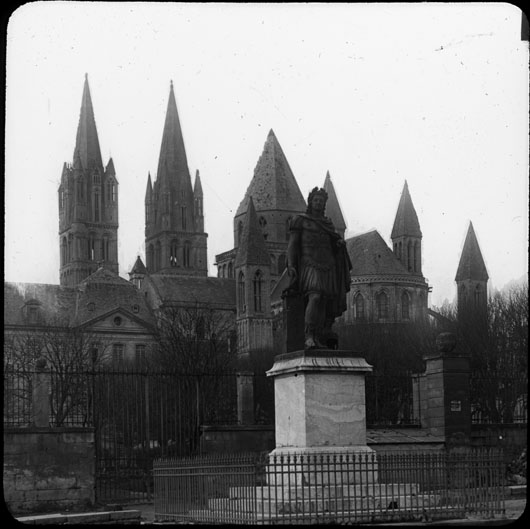
Luis XIV frente a la Abbaye aux Hommes en Caen
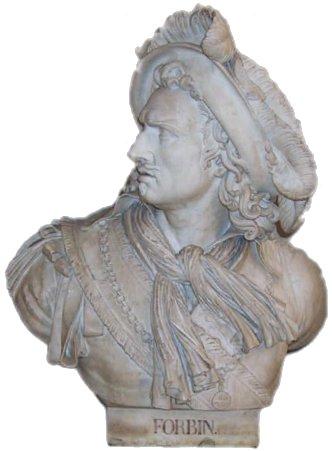
Retrato del vicealmirante Forbin